# زمین‌لرزه ۱۵۸۶ تنشو
زمین‌لرزه ۱۵۸۶ تنشو یا زمین‌لرزه تنشو (به ژاپنی: 天正地震 Tenshō Jishin)، در ۱۸ ژانویه ۱۵۸۶ در ژاپن در ساعت ۲۳:۰۰ به وقت زمان استاندارد ژاپن رخ داد. این زمین لرزه دارای بزرگی تخمینی لرزه‌ای (مقیاس‌های بزرگی لرزه‌ای) (MJMA (مقیاس‌های بزرگی لرزه‌ای) ۷٫۹ بود.